# Brussels Barbarians Rugby Football Club
Pour les articles homonymes, voir Barbarian.
Le Brussels Barbarians Rugby Football Club (anciennement  « Brussels British »), qui n'a rien à voir avec le Brussels British Sport Club qui a existé entre 1925 et 1934, est un club de rugby à XV belge.
Le club est composé de deux équipes masculines.
Avec des joueurs de plus de 40 nationalités différentes, les Brussels Barbarians forment le plus gros club d'expatriés de Belgique. 
En 2014, Brussels Barbarians et Brussels Celtic ont décidé de fusionner. 

## Histoire
Le club a été fondé en 1968.

## Palmarès
- Championnat de Belgique (1)
  - Champion : 1985
- Coupe de Belgique (3)
  - Vainqueur : 1972, 1974, 1982
- Championnat de 2e division (1)
  - Champion : 1984,
- Coupe de l'Effort (1)
  - Vainqueur : 1980